# Papua-Neuguinea-Erdbeben 2022
Das Papua-Neuguinea-Erdbeben ereignete sich am 11. September 2022 um 9:46 Uhr Ortszeit im Osten von Papua-Neuguinea.

## Erdbeben
Das Hypozentrum des Bebens lag laut United States Geological Survey (USGS) in 90 Kilometer Tiefe und sein Epizentrum lag rund 65 Kilometer nordwestlich der Stadt Lae in der Provinz Morobe. Das Italienische Nationale Institut für Geophysik und Vulkanologie (INGV) gab an, dass das Beben eine Stärke von 7,4 MW hatte. Die Australische Geowissenschaftliche Forschungsanstalt (Geoscience Australia), das Deutsche GeoForschungsZentrum in Potsdam (GFZ), die US-Erdbebenwarte und das European-Mediterranean Seismological Centre (EMSC) gaben als Magnitude des Erdbebens übereinstimmend 7,6 MW. Frankreichs nationales seismisches Netzwerk (RéNaSS) gaben an, dass es sich um ein Beben der Stärke von 7,1 gehandelt habe.
Eine Stunde später gab es um 10:42 Uhr Ortszeit ein zweites Erdbeben der Stärke von 5,0 auf der Richterskala. Das Epizentrum lag rund 73 Kilometer nordwestlich des ersten Bebens.

## Schäden und Opfer
Am Tag des Erdbebens meldete das Disaster Management Team mittelschwere bis schwere Schäden an Wohnhäusern. Einen Tag nach dem Erdbeben berichtete das Katastrophenmanagementteam von Papua-Neuguinea (DMT), dass vier Personen verletzt und vier durch Erdrutsche gestorben sind. Außerdem gab es Schäden an Straßen, Wohnhäusern und Gesundheitszentren. In den Provinzen Madang und Morobe kam es zu einem Systemausfall, weil das Wasserkraftwerk Ramu beschädigt wurde. Zwei Tage später sind insgesamt sieben Personen gestorben und 24 Personen sind verletzt worden. Darüber hinaus sind in der Stadt Madang insgesamt 389 Häuser eingestürzt. Fünf Tage nach dem Beben stieg die Zahl der Toten auf 12 Personen und die Zahl der verletzten Personen liegt bei 42. Mitte Oktober 2022 stieg die Zahl der Toten auf 21 Personen.